# Model wypracowania prawdopodobieństw
Model wypracowania prawdopodobieństw (ang. elaboration likelihood model) – teoria, w której zakłada się, że istnieją dwa sposoby zmiany postaw za pośrednictwem komunikatów perswazyjnych. Centralna strategia pojawia się, gdy ludzie mają motywację i zdolność do skupienia uwagi na argumentach zawartych w komunikacie. Strategia peryferyczna występuje, gdy ludzie nie skupiają swojej uwagi na argumentach, lecz pod wpływem charakterystyk powierzchownych (np. kto jest nadawcą).